# Großsteingrab Schönebeck-Salzelmen
Das Großsteingrab Schönebeck-Salzelmen war eine megalithische jungsteinzeitliche Grabanlage in Bad Salzelmen, einem Ortsteil von Schönebeck (Elbe) im Salzlandkreis, Sachsen-Anhalt. Es wurde vermutlich von Angehörigen der spätneolithischen Bernburger Kultur errichtet und 1835 oder 1836 zerstört. Ein Flurname deutet auf ein weiteres zerstörtes Grab hin.

## Lage
Das Grab befand sich westlich von Schönebeck und nordwestlich von Bad Salzelmen auf dem Spitzen Berg, einer Erhebung südwestlich des Hummelbergs. Für diese Stelle ist der Flurname „Steinfeld“ belegt. An einer anderen Stelle deutet der Flurname „am Teufelsküchenberg“ auf ein weiteres mögliches Großsteingrab bei Bad Salzelmen hin.

## Beschreibung
Zu dieser Grabanlage liegt nur eine vage Beschreibung durch Pastor F. Winter vor. Demnach bestand sie aus großen Granit-Findlingen und war von beachtlicher Größe. In der Anlage wurden mehrere Keramikgefäße („Urnen“) gefunden, die zunächst ins Rathaus von Groß Salze verbracht wurden. Von diesen Gefäßen ist heute nur noch eines erhalten. Hierbei handelt es sich um eine bauchige Tasse der Bernburger Kultur, die heute im Kulturhistorischen Museum in Magdeburg aufbewahrt wird.
Das Großsteingrab nahm möglicherweise Bezug auf eine ältere Bestattung der Bandkeramischen Kultur. H. Burschkow erwähnt zwei Gefäße dieser Kultur, die angeblich in einem „Steingrab“ auf dem Spitzen Berg gefunden wurden. Die genaue Beziehung zwischen diesen Funden und dem Großsteingrab muss aber wegen der schlechten Forschungslage und der Zerstörung der Anlage unklar bleiben.